# Roccaverano
Roccaverano är en ort och kommun i provinsen Asti i regionen Piemonte i Italien. Kommunen hade 395 invånare (2018).